# Eredivisie (mannenhandbal) 2019/20
De Eredivisie is de hoogste afdeling van het Nederlandse handbal bij de heren op landelijk niveau. Er nemen twaalf teams deel aan de reguliere competitie. Tijdens de aansluitende nacompetitie worden de zes ploegen, die vooraf in de BENE-League hebben gespeeld, hier aan toegevoegd. Het seizoen 2019/2020 werd vroegtijdig afgelast vanwege de coronacrisis in Nederland.

## Gevolgen van de coronacrisis in Nederland
Nadat eerder alle wedstrijden tussen 12 en 22 maart 2020 waren afgelast, heeft op 24 maart het bondsbestuur van het NHV, alle competities voor het seizoen 2019/2020 als beëindigd verklaard. De belangrijkste consequenties waren dat de standen op 10 maart, de dag waarop de laatste wedstrijden zijn gespeeld, als de eindstanden golden, en dat er voor dit seizoen geen reglementaire promotie/degradatie bestond. Zelfs niet voor ploegen die dachten al zeker te zijn van promotie of degradatie, daar tegenover een promoverende ook een degraderende ploeg staat en veelal, zoniet altijd, beide nog niet bekend waren. Dit als gevolg van de op 23 maart door het kabinet genomen aangescherpte maatregelen in verband met de coronacrisis in Nederland waardoor er zeker tot 1 juni geen verdere wedstrijden meer gespeeld konden worden.
Hieronder wordt de situatie getoond zoals deze op 10 maart 2020 bestond, inclusief hetgeen dat in de planning stond. Voor de duidelijkheid, het ingeplande is definitief afgelast en de standen zijn als de eindstanden bepaald.

## Opzet
Vanaf het seizoen 2019/20 is, voor ten minste 5 seizoenen, sprake van een gewijzigde opzet. Dit seizoen is er nog een extra wijziging doorgevoerd met betrekking tot de uitwisseling tussen de BENE-League en de eredivisie. Net als in voorgaande seizoenen, zijn de BENE-League en de eredivisie deels met elkaar verweven. De zes "beste" ploegen van het voorafgaande seizoen, spelen eerst een volledige competitie in BENE-League verband, terwijl de overige 12 ploegen eerst een volledige reguliere competitie in eredivisie verband spelen.
Na beëindiging van deze twee competities worden de achttien ploegen bij elkaar gevoegd, waarbij:
- De vier Nederlandse teams, die in BENE-League als hoogste zijn geëindigd, gaan strijden voor het Nederlands kampioenschap. Deze vier teams komen daarnaast volgend seizoen weer in de BENE-League uit. Op nationaal niveau worden dit uiteindelijk de teams op de plaatsen 1 t/m 4 in de eindrangschikking.
- De twee Nederlandse teams, die in BENE-League als laagste zijn geëindigd, plus de twee teams, die in de reguliere eredivisie competitie als hoogste zijn geëindigd, spelen voor twee plekken in de BENE-League van volgend seizoen. Daartoe spelen de twee teams uit de BENE-League eerst een best-of-five. De verliezer van dit duel degradeert naar de reguliere eredivisie competitie van volgend seizoen. Tegelijkertijd spelen de twee teams uit eredivisie ook een  best-of-five. De winnaar van dit duel promoveert naar de BENE-League van volgend seizoen. Ten slotte spelen de winnaar van het best-of-five duel tussen de BENE-League ploegen en de verliezer van best-of-five duel tussen de eredivisie ploegen, een best-of-three duel voor de laatste plek in de BENE-League. Op nationaal niveau worden dit uiteindelijk de teams op de plaatsen 5 t/m 8 in de eindrangschikking.
- De acht teams, die in het reguliere eredivisie seizoen op de plaatsen 3 t/m 10 zijn geëindigd, spelen voor de Lucky Seven Cup (voorheen de zogenaamde runner-up wedstrijden) voor uiteindelijk de plaatsen 9 t/m 16 in de eindrangschikking op nationaal niveau. Hiertoe worden de 8 ploegen in 2 poules opgedeeld. In beide poules wordt een volledige competitie gespeeld. De winnaars van beide poules maken in een best-of-two uit wie de Lucky Seven Cup wint.
- De twee teams, die in het reguliere eredivisie seizoen als laagste zijn geëindigd, plus de vier periodekampioenen van de eerste divisie, gaan strijden voor één plek in de eredivisie van volgend seizoen. Voor de twee eredivisie ploegen geldt dat zij uiteindelijk op nationaal niveau de teams op de plaatsen 17 en 18 worden.

Er promoveert dus zeker één ploeg, en mogelijk een tweede ploeg naar de BENE-League. Net zo degradeert er zeker één ploeg, en mogelijk een tweede ploeg naar de eerste divisie.

## Teams
| Ploeg                                           | Plaats           | Provincie     | Trainer(s)            | Hal                       |
| Eredivisie                                      | Eredivisie       | Eredivisie    | Eredivisie            | Eredivisie                |
| ----------------------------------------------- | ---------------- | ------------- | --------------------- | ------------------------- |
| Green Park Handbal Aalsmeer 2                   | Aalsmeer         | Noord-Holland | Djordje Stevanović    | De Bloemhof               |
| Anytime Fitness/BFC                             | Beek             | Limburg       | Maurice Canton        | De Haamen                 |
| DFS Arnhem/Huissen                              | Arnhem - Huissen | Gelderland    | Fred Michielsen       | Rijkerswoerd              |
| Oosting Metaal Recycling/E&O                    | Emmen            | Drenthe       | Freek Gielen          | Angelslo                  |
| Havas                                           | Almere           | Flevoland     | Sicco Timmerman       | Stedenwijk                |
| IMTO Benelux/Hellas                             | 's-Gravenhage    | Zuid-Holland  | Fernando Nunes        | Hellashal                 |
| KEMBIT-LIONS 2 (Vóór januari 2020; OCI-LIONS 2) | Sittard-Geleen   | Limburg       | Harold Nüsser         | Glanerbrook               |
| Olympia '89/DOS '80                             | Oss              | Noord-Brabant | Frans van Erp         | Mondriaanhal              |
| Wematrans/Quintus                               | Kwintsheul       | Zuid-Holland  | Rob Vis Jack van Lier | Eekhout Hal               |
| RED-RAG/Tachos                                  | Waalwijk         | Noord-Brabant | Vladan Mijalković     | De Slagen                 |
| BodyResults/Volendam 2                          | Volendam         | Noord-Holland | Martijn Cappel        | Opperdam                  |
| B&B Healthcare/WHC-Hercules                     | 's-Gravenhage    | Zuid-Holland  | Zsigmond Makay        | Loosduinen Boswijk        |
| BENE-League                                     |                  |               |                       |                           |
| Green Park Handbal Aalsmeer                     | Aalsmeer         | Noord-Holland | Bert Bouwer           | De Bloemhof               |
| Herpertz Bevo HC                                | Panningen        | Limburg       | Jo Smeets             | De Heuf                   |
| JD Techniek/Hurry-Up                            | Zwartemeer       | Drenthe       | Joop Fiege            | Succes Holidayparcs Arena |
| KEMBIT-LIONS (Vóór januari 2020; OCI-LIONS)     | Sittard-Geleen   | Limburg       | Christoph Jauernik    | Stadssporthal             |
| The Dome/Handbal Houten                         | Houten           | Utrecht       | Rick Louw             | The Dome                  |
| KRAS/Volendam                                   | Volendam         | Noord-Holland | Hans van Dijk         | Opperdam                  |

## Reguliere competitie

### Stand
| Pos | Team                         | Wed | W  | G | V  | Ptn | DV  | DT  | +/−  | Opmerking                                     |
| --- | ---------------------------- | --- | -- | - | -- | --- | --- | --- | ---- | --------------------------------------------- |
| 1   | Wematrans/Quintus            | 22  | 16 | 1 | 5  | 33  | 606 | 524 | +82  | Naar best-of-five voor plek in de BENE-League |
| 2   | Oosting Metaal Recycling/E&O | 22  | 14 | 2 | 6  | 30  | 643 | 567 | +76  | Naar best-of-five voor plek in de BENE-League |
| 3   | Anytime Fitness/BFC          | 22  | 14 | 2 | 6  | 30  | 600 | 565 | +35  | Spelen Lucky Seven Cup                        |
| 4   | IMTO Benelux/Hellas          | 22  | 11 | 4 | 7  | 26  | 561 | 523 | +38  | Spelen Lucky Seven Cup                        |
| 5   | KEMBIT-LIONS 2               | 22  | 11 | 3 | 8  | 25  | 613 | 560 | +53  | Spelen Lucky Seven Cup                        |
| 6   | DFS Arnhem/Huissen           | 22  | 10 | 5 | 7  | 25  | 668 | 618 | +50  | Spelen Lucky Seven Cup                        |
| 7   | B&B Healthcare/WHC-Hercules  | 22  | 11 | 3 | 8  | 25  | 603 | 611 | −8   | Spelen Lucky Seven Cup                        |
| 8   | Green Park HandbalAalsmeer 2 | 22  | 12 | 0 | 10 | 24  | 620 | 604 | +16  | Spelen Lucky Seven Cup                        |
| 9   | RED-RAG/Tachos               | 22  | 10 | 3 | 9  | 23  | 613 | 580 | +33  | Spelen Lucky Seven Cup                        |
| 10  | BodyResults/Volendam 2       | 22  | 5  | 3 | 14 | 13  | 590 | 712 | −122 | Spelen Lucky Seven Cup                        |
| 11  | Olympia '89/DOS '80          | 22  | 3  | 2 | 17 | 8   | 565 | 655 | −90  | Spelen voor handhaving/degradatie             |
| 12  | Havas                        | 22  | 1  | 0 | 21 | 2   | 554 | 717 | −163 | Spelen voor handhaving/degradatie             |

### Uitslagen
| Thuis \ Uit                   | AAL   | BFC   | D&H   | E&O   | HAV   | HEL   | LIO   | O&D   | QUI   | TAC   | VOL   | W&H   |
| ----------------------------- | ----- | ----- | ----- | ----- | ----- | ----- | ----- | ----- | ----- | ----- | ----- | ----- |
| Green Park Handbal Aalsmeer 2 |       | 24–28 | 24–33 | 34–23 | 28–25 | 20–23 | 29–27 | 29–26 | 26–24 | 24–31 | 35–27 | 35–31 |
| Anytime Fitness/BFC           | 24–23 |       | 24–22 | 34–30 | 35–23 | 27–29 | 25–23 | 33–27 | 23–26 | 27–23 | 27–23 | 31–28 |
| DFS Arnhem/Huissen            | 27–35 | 31–33 |       | 25–32 | 36–30 | 26–26 | 31–33 | 30–30 | 36–29 | 32–26 | 40–27 | 26–27 |
| Oosting Metaal Recycling/E&O  | 31–26 | 31–25 | 25–25 |       | 29–23 | 24–18 | 27–30 | 35–23 | 21–24 | 23–23 | 36–23 | 31–25 |
| Havas                         | 26–30 | 20–30 | 27–34 | 22–36 |       | 25–33 | 28–36 | 23–33 | 20–33 | 33–28 | 31–36 | 31–36 |
| IMTO Benelux/Hellas           | 29–30 | 25–26 | 24–30 | 27–21 | 24–17 |       | 17–14 | 30–26 | 21–22 | 22–28 | 30–20 | 28–29 |
| KEMBIT-LIONS 2                | 26–25 | 25–25 | 25–25 | 23–28 | 41–27 | 19–19 |       | 37–18 | 20–23 | 27–22 | 47–28 | 24–22 |
| Olympia '89/DOS '80           | 30–35 | 25–26 | 30–31 | 28–31 | 22–21 | 30–30 | 19–27 |       | 22–25 | 19–26 | 34–40 | 20–26 |
| Wematrans/Quintus             | 34–27 | 25–22 | 32–26 | 24–29 | 37–25 | 22–22 | 31–21 | 30–21 |       | 26–24 | 31–17 | 25–22 |
| RED-RAG/Tachos                | 26–24 | 31–27 | 27–33 | 29–27 | 35–31 | 20–24 | 37–29 | 37–20 | 24–30 |       | 35–17 | 30–30 |
| BodyResults/Volendam 2        | 26–35 | 19–19 | 23–40 | 29–32 | 34–26 | 25–32 | 26–34 | 25–36 | 33–32 | 27–27 |       | 39–27 |
| B&B Healthcare/WHC-Hercules   | 27–22 | 32–29 | 29–29 | 27–41 | 31–20 | 22–28 | 28–25 | 28–26 | 22–21 | 28–24 | 26–26 |       |

## Nacompetitie

### Degradatiepoule
De nummers 11 en 12 van de reguliere eredivisie competitie spelen samen met de 4 periodekampioenen van de eerste divisie voor 1 plek in de Eredivisie 2020/21
Eerst worden de teams in 2 poules van 3 teams onderverdeeld. De nummer 11 van de eredivisie wordt samen met de 2 periode kampioenen uit de eerste divisie, die in de reguliere competitie als laagste zijn geëindigd, in 1 poule ingedeeld. De resterende teams komen in de andere poule. In beide poules wordt een volledige competitie gespeeld. De winnaaes van de 2 poules spelen een best-of-two voor de resterende plek in de Eredivisie 2020/21. De 5 teams die zich niet de winnaar mogen noemen spelen volgend seizoen in de Eerste divisie 2020/21.

#### Teams
| Positie               | Team                         | Opmerking                      |
| --------------------- | ---------------------------- | ------------------------------ |
| No. 11 eredivisie     | Olympia '89/DOS '80          |                                |
| No. 12 eredivisie     | Havas                        |                                |
| No. 04 eerste divisie | Vrone/Berdos                 | Winnaar 3de periode            |
| No. 05 eerste divisie | G.H.V.                       | Vervanger winnaar 1ste periode |
| No. 06 eerste divisie | Nieuwegein Houten Combinatie | Vervanger winnaar 2de periode  |
| No. 07 eerste divisie | EHC                          | Vervanger winnaar 4de periode  |

>> Volledig afgelast, het getoonde is de oorspronkelijke planning. <<

#### Poule A

##### Stand
| Pos | Team                         | Wed | W | G | V | Ptn | DV | DT | +/− | Opmerking                                           |
| --- | ---------------------------- | --- | - | - | - | --- | -- | -- | --- | --------------------------------------------------- |
| 1   | EHC                          | 0   | 0 | 0 | 0 | 0   | 0  | 0  | 0   | Naar best-of-two voor plek in de eredivisie 2020/21 |
| 2   | Nieuwegein Houten Combinatie | 0   | 0 | 0 | 0 | 0   | 0  | 0  | 0   | Spelen volgend seizoen eerste divisie 2020/21       |
| 3   | Olympia '89/DOS '80          | 0   | 0 | 0 | 0 | 0   | 0  | 0  | 0   | Spelen volgend seizoen eerste divisie 2020/21       |

##### Programma/Uitslagen
| Thuis \ Uit                  | EHC   | NHC    | O&D    |
| ---------------------------- | ----- | ------ | ------ |
| EHC                          |       | 28 mrt | 4 apr  |
| Nieuwegein Houten Combinatie | 2 mei |        | 25 apr |
| Olympia '89/DOS '80          | 9 mei | 21 mrt |        |

#### Poule B

##### Stand
| Pos | Team         | Wed | W | G | V | Ptn | DV | DT | +/− | Opmerking                                           |
| --- | ------------ | --- | - | - | - | --- | -- | -- | --- | --------------------------------------------------- |
| 1   | G.H.V.       | 0   | 0 | 0 | 0 | 0   | 0  | 0  | 0   | Naar best-of-two voor plek in de eredivisie 2020/21 |
| 2   | Havas        | 0   | 0 | 0 | 0 | 0   | 0  | 0  | 0   | Spelen volgend seizoen eerste divisie 2020/21       |
| 3   | Vrone/Berdos | 0   | 0 | 0 | 0 | 0   | 0  | 0  | 0   | Spelen volgend seizoen eerste divisie 2020/21       |

##### Programma/Uitslagen
| Thuis \ Uit  | GHV    | HAV    | V&B    |
| ------------ | ------ | ------ | ------ |
| G.H.V.       |        | 4 apr  | 2 mei  |
| Havas        | 9 mei  |        | 21 mrt |
| Vrone/Berdos | 29 mrt | 25 apr |        |

#### Best of Two
| Pos | Team            | Wed | W | G | V | Ptn | DV | DT | +/− | Opmerking                                     |  | WP1       | WP2       |
| --- | --------------- | --- | - | - | - | --- | -- | -- | --- | --------------------------------------------- |  | --------- | --------- |
| 1   | Winnaar poule A | 0   | 0 | 0 | 0 | 0   | 0  | 0  | 0   | Speelt volgend seizoen Eredivisie 2020/21     |  |           | 16-17 mei |
| 2   | Winnaar poule B | 0   | 0 | 0 | 0 | 0   | 0  | 0  | 0   | Speelt volgend seizoen Eerste divisie 2020/21 |  | 23-24 mei |           |

### The Lucky Seven Cup
De nummers 3 tot en met 10 uit de Eredivisie gaan spelen voor de zogenaamde "Lucky Seven Cup". Dit waren voorheen de Runner-up wedstrijden. Niet alleen de naam ook de opzet is, vergeleken met vorig seizoen, gewijzigd. Eerst worden de ploegen opgedeeld in twee poules van vier ploegen. Nummer 3, 6, 8 en 10 in de ene poule, de overige ploegen in de andere poule. In beide poules wordt een volledige competitie gespeeld, waarbij alle ploegen met 0 punten beginnen. De winnaars van de 2 poules spelen een best-of-two voor wie zich de winnaar van de Lucky Seven Cup mag noemen. De winnaars van beide poules zijn tevens rechtstreeks geplaatst voor de 1/8 finales van de landelijke beker 2020/2021.

#### Teams
| Positie           | Team                          |
| ----------------- | ----------------------------- |
| No. 3 eredivisie  | Anytime Fitness/BFC           |
| No. 4 eredivisie  | IMTO Benelux/Hellas           |
| No. 5 eredivisie  | KEMBIT-LIONS 2                |
| No. 6 eredivisie  | DFS Arnhem/Huissen            |
| No. 7 eredivisie  | B&B Healthcare/WHC-Hercules   |
| No. 8 eredivisie  | Green Park Handbal Aalsmeer 2 |
| No. 9 eredivisie  | RED-RAG/Tachos                |
| No. 10 eredivisie | BodyResults/Volendam 2        |

>> Volledig afgelast, het getoonde is de oorspronkelijke planning. <<

#### Poule A

##### Stand
| Pos | Team                          | Wed | W | G | V | Ptn | DV | DT | +/− | Opmerking                        |
| --- | ----------------------------- | --- | - | - | - | --- | -- | -- | --- | -------------------------------- |
| 1   | Green Park Handbal Aalsmeer 2 | 0   | 0 | 0 | 0 | 0   | 0  | 0  | 0   | Naar best-of-two Lucky Seven Cup |
| 2   | Anytime Fitness/BFC           | 0   | 0 | 0 | 0 | 0   | 0  | 0  | 0   |                                  |
| 3   | DFS Arnhem/Huissen            | 0   | 0 | 0 | 0 | 0   | 0  | 0  | 0   |                                  |
| 4   | BodyResults/Volendam 2        | 0   | 0 | 0 | 0 | 0   | 0  | 0  | 0   |                                  |

1. ↑  Tevens rechtstreeks geplaatst voor de 1/8 finales van de landelijke beker 2020/2021

##### Programma/Uitslagen
| Thuis \ Uit                   | AAL    | BFC    | D&H    | VOL    |
| ----------------------------- | ------ | ------ | ------ | ------ |
| Green Park Handbal Aalsmeer 2 |        | 9 mei  | 2 mei  | 21 mrt |
| Anytime Fitness/BFC           | 4 apr  |        | 21 mrt | 2 mei  |
| DFS Arnhem/Huissen            | 28 mrt | 25 apr |        | 4 apr  |
| BodyResults/Volendam 2        | 25 apr | 28 mrt | 9 mei  |        |

#### Poule B

##### Stand
| Pos | Team                        | Wed | W | G | V | Ptn | DV | DT | +/− | Opmerking                        |
| --- | --------------------------- | --- | - | - | - | --- | -- | -- | --- | -------------------------------- |
| 1   | IMTO Benelux/Hellas         | 0   | 0 | 0 | 0 | 0   | 0  | 0  | 0   | Naar best-of-two Lucky Seven Cup |
| 2   | RED-RAG/Tachos              | 0   | 0 | 0 | 0 | 0   | 0  | 0  | 0   |                                  |
| 3   | KEMBIT-LIONS 2              | 0   | 0 | 0 | 0 | 0   | 0  | 0  | 0   |                                  |
| 4   | B&B Healthcare/WHC-Hercules | 0   | 0 | 0 | 0 | 0   | 0  | 0  | 0   |                                  |

1. ↑  Tevens rechtstreeks geplaatst voor de 1/8 finales van de landelijke beker 2020/2021

##### Programma/Uitslagen
| Thuis \ Uit                 | HEL    | LIO    | TAC    | W&H    |
| --------------------------- | ------ | ------ | ------ | ------ |
| IMTO Benelux/Hellas         |        | 21 mrt | 2 mei  | 4 apr  |
| KEMBIT-LIONS 2              | 25 apr |        | 9 mei  | 29 mrt |
| RED-RAG/Tachos              | 18 apr | 4 apr  |        | 25 apr |
| B&B Healthcare/WHC-Hercules | 9 mei  | 2 mei  | 21 mrt |        |

#### Best of Two
| Pos | Team            | Wed | W | G | V | Ptn | DV | DT | +/− | Opmerking               |  | WP1       | WP2       |
| --- | --------------- | --- | - | - | - | --- | -- | -- | --- | ----------------------- |  | --------- | --------- |
| 1   | Winnaar poule A | 0   | 0 | 0 | 0 | 0   | 0  | 0  | 0   | Winnaar Lucky Seven Cup |  |           | 16-17 mei |
| 2   | Winnaar poule B | 0   | 0 | 0 | 0 | 0   | 0  | 0  | 0   |                         |  | 23-24 mei |           |

### Promotie en degradatie BENE-League/eredivisie
De twee Nederlandse teams, die in BENE-League als laagste zijn geëindigd, spelen onderling een best-of-five om te bepalen wie er naar de reguliere eredivisie competitie van volgend seizoen degradeert. Daarnaast spelen de twee teams die in de reguliere eredivisie competitie als hoogste zijn geëindigd, onderling eveneens een best-of-five om te bepalen wie er naar de BENE-League van volgend seizoen promoveert.
De winnaar van het best-of-five duel tussen de BENE-League ploegen en de verliezer van best-of-five duel tussen de eredivisie ploegen, spelen een best-of-three duel voor de laatste plek in de BENE-League.

#### Teams
| Positie            | Team                         | Opmerking            |
| ------------------ | ---------------------------- | -------------------- |
| No. 10 BENE-League | KRAS/Volendam                | 5de Nederlandse team |
| No. 11 BENE-League | The Dome/Handbal Houten      | 6de Nederlandse team |
| No. 01 eredivisie  | Wematrans/Quintus            |                      |
| No. 02 eredivisie  | Oosting Metaal Recycling/E&O |                      |

>> Volledig afgelast, het getoonde is de oorspronkelijke planning. <<

#### Best of Five BENE-League ploegen
| Pos | Team                    | Wed | W | G | V | Ptn | DV | DT | +/− | Opmerking                                              |  | HOU    | VOL    | HOU   | VOL    | HOU   |
| --- | ----------------------- | --- | - | - | - | --- | -- | -- | --- | ------------------------------------------------------ |  | ------ | ------ | ----- | ------ | ----- |
| 1   | The Dome/Handbal Houten | 0   | 0 | 0 | 0 | 0   | 0  | 0  | 0   | Naar best-of-three voor plek in de BENE-League 2020/21 |  |        | 28 mrt |       | 25 apr |       |
| 2   | KRAS/Volendam           | 0   | 0 | 0 | 0 | 0   | 0  | 0  | 0   | Speelt volgend seizoen eredivisie 2020/21              |  | 21 mrt |        | 4 apr |        | 2 mei |

Bron: NHV Uitslagen/standeni

#### Best of Five eredivisie ploegen
| Pos | Team                         | Wed | W | G | V | Ptn | DV | DT | +/− | Opmerking                                              |  | E&O    | QUI    | E&O   | QUI    | E&O   |
| --- | ---------------------------- | --- | - | - | - | --- | -- | -- | --- | ------------------------------------------------------ |  | ------ | ------ | ----- | ------ | ----- |
| 1   | Oosting Metaal Recycling/E&O | 0   | 0 | 0 | 0 | 0   | 0  | 0  | 0   | Speelt volgend seizoen in de BENE-League 2020/21       |  |        | 28 mrt |       | 26 apr |       |
| 2   | Wematrans/Quintus            | 0   | 0 | 0 | 0 | 0   | 0  | 0  | 0   | Naar best-of-three voor plek in de BENE-League 2020/21 |  | 21 mrt |        | 4 apr |        | 2 mei |

Bron: NHV Uitslagen/standeni

#### Best of Three
| Pos | Team                            | Wed | W | G | V | Ptn | DV | DT | +/− | Opmerking                                        |  | VB5E  | WB5B   | VB5E   |
| --- | ------------------------------- | --- | - | - | - | --- | -- | -- | --- | ------------------------------------------------ |  | ----- | ------ | ------ |
| 1   | Winnaar BOT5 BENE-League teams  | 0   | 0 | 0 | 0 | 0   | 0  | 0  | 0   | Speelt volgend seizoen in de BENE-League 2020/21 |  | 9 mei |        | 23 mei |
| 2   | Verliezer BOT5 eredivisie teams | 0   | 0 | 0 | 0 | 0   | 0  | 0  | 0   | Speelt volgend seizoen eredivisie 2020/21        |  |       | 16 mei |        |

Bron: NHV Uitslagen/standeni

### Kampioenspoule

#### Teams
| Positie            | Team                        | Opmerking                                  |
| ------------------ | --------------------------- | ------------------------------------------ |
| No. 02 BENE-League | KEMBIT-LIONS                | 1ste Nederlandse team, begint met 4 punten |
| No. 03 BENE-League | Herpertz/Bevo HC            | 2de Nederlandse team, begint met 3 punten  |
| No. 07 BENE-League | JD Techniek/Hurry-Up        | 3de Nederlandse team, begint met 2 punten  |
| No. 08 BENE-League | Green Park Handbal Aalsmeer | 4de Nederlandse team, begint met 1 punt    |

>> Volledig afgelast, het getoonde is de oorspronkelijke planning. <<

#### Stand
| Pos | Team                        | Wed | W | G | V | Ptn | DV | DT | +/− | Opmerking                                   |
| --- | --------------------------- | --- | - | - | - | --- | -- | -- | --- | ------------------------------------------- |
| 1   | KEMBIT-LIONS                | 0   | 0 | 0 | 0 | 4   | 0  | 0  | 0   | Spelen best-of-three voor het kampioenschap |
| 2   | Herpertz Bevo HC            | 0   | 0 | 0 | 0 | 3   | 0  | 0  | 0   | Spelen best-of-three voor het kampioenschap |
| 3   | JD Techniek/Hurry-Up        | 0   | 0 | 0 | 0 | 2   | 0  | 0  | 0   |                                             |
| 4   | Green Park Handbal Aalsmeer | 0   | 0 | 0 | 0 | 1   | 0  | 0  | 0   |                                             |

#### Programma/Uitslagen
| Thuis \ Uit                 | AAL    | BEV    | HUR    | LIO    |
| --------------------------- | ------ | ------ | ------ | ------ |
| Green Park Handbal Aalsmeer |        | 9 mei  | 25 apr | 28 mrt |
| Herpertz Bevo HC            | 4 apr  |        | 28 mrt | 25 apr |
| JD Techniek/Hurry-Up        | 21 mrt | 2 mei  |        | 9 mei  |
| KEMBIT-LIONS                | 2 mei  | 21 mrt | 5 apr  |        |

## Best of Three
>> Volledig afgelast, het getoonde is de oorspronkelijke planning. <<
| 16-17 mei | No. 1 kampioenspoule | – | No. 2 kampioenspoule |  |
| 16-17 mei |                      |   |                      |  |
| 16-17 mei |                      |   |                      |  |

| 23-24 mei | No. 2 kampioenspoule | – | No. 1 kampioenspoule |  |
| 23-24 mei |                      |   |                      |  |
| 23-24 mei |                      |   |                      |  |

| 30 mei | No. 1 kampioenspoule | – | No. 2 kampioenspoule |  |
| 30 mei |                      |   |                      |  |
| 30 mei |                      |   |                      |  |

## Einduitslag
De einduitslag is op basis van de standen op 10 maart, de facto op basis van de stand van de BENE-League 2019/20 en de stand van de reguliere eredivisie competitie. Conform het besluit van het bondsbestuur van het NHV heeft er geen promotie en degradatie plaatsgevonden. Alle ploegen die dit seizoen in de BENE-League c.q. eredivisie uitkwamen, zullen dat volgend seizoen ook weer doen.
Op 5 april liet The Dome/Handbal Houten weten via een persbericht dat hun in het seizoen 2020/21 niet meer willen uitkomen in de BENE-League. De nummer 1, 2 en 3 (Quintus, E&O en BFC) hebben al laten weten geen interesse in een eventuele promotie naar de hoogste klasse van Nederland en België.
| 01. | KEMBIT-LIONS                  | - BENE-League 2020/21                                        |
| 02. | Herpertz Bevo HC              | - BENE-League 2020/21                                        |
| 03. | JD Techniek/Hurry-Up          | - BENE-League 2020/21                                        |
| 04. | Green Park Handbal Aalsmeer   | - BENE-League 2020/21                                        |
| 05. | KRAS/Volendam                 | - BENE-League 2020/21                                        |
| 06. | The Dome/Handbal Houten       | - Teruggetrokken uit de BENE-Leeague voor het komend seizoen |
| 07. | Wematrans/Quintus             | - Weigerde te promoveren naar de BENE-League                 |
| 08. | Oosting Metaal Recycling/E&O  | - Weigerde te promoveren naar de BENE-League                 |
| 09. | Anytime Fitness/BFC           | - Weigerde te promoveren naar de BENE-League                 |
| 10. | IMTO Benelux/Hellas           |                                                              |
| 11. | KEMBIT-LIONS 2                |                                                              |
| 12. | DFS Arnhem/Huissen            |                                                              |
| 13. | B&B Healthcare/WHC-Hercules   |                                                              |
| 14. | Green Park Handbal Aalsmeer 2 |                                                              |
| 15. | RED-RAG/Tachos                |                                                              |
| 16. | BodyResults/Volendam 2        |                                                              |
| 17. | Olympia '89/DOS '80           |                                                              |
| 18. | Havas                         |                                                              |